# Цан (фамилия)
Цан — китайская фамилия (клан), за счет некорректной транскрипции через романизацию может также встречаться в форме «Цанг».

## Известные Цан
- Цан Цзе (кит. трад. 倉頡, упрощ. 仓颉, пиньинь Cāng Jié, палл. Цан Цзе) — придворный историограф мифического императора Хуан Ди, считается создателем китайской письменности — набора пиктограмм, ставших основой для дальнейшего возникновения иероглифов, что послужило причиной отказа от узелкового письма.